# منير القاضي
منير القاضي (1309 - 1389 هـ / 1892 - 1969 م) هو أديب و حقوقي، من أهل بغداد.
هو منير بن خضر بن يوسف القاضي الشقاقي البغدادي. ولد ببغداد وتخرج من كلية الحقوق عام 1925م ثم عمل في السلك القضائي. كان عضواً بالمجمع العلمي العربي بدمشق وشغل منصب الرئاسة بالمجمع العلمي العراقي عدة مرات.
كان والده السيد خضر أحد قضاة بغداد الذي وصل إلى مرتبة عالية في مجلس التمييز في القرن الماضي؛ كما انه شقيق الوزير والقانوني الضليع نوري القاضي؛ الذي شاركه في وضع القانون المدني برئاسة العلامة الدكتور عبد الرزاق السنهوري؛ إضافة إلى عدد آخر من القضاة البارزين مثل حسن سامي التتار وعبد الجبار التكرلي.

## آثاره
من آثاره: «شرح المجلة» و «أدب القصة في القرآن الكريم» و «شرح قانون أصول المرافعات». و لعبد الله الجبوري، كتاب «منير القاضي، حياته وآثاره».